# Dicranomyia mutata
Dicranomyia mutata är en tvåvingeart som först beskrevs av Alexander 1935.  Dicranomyia mutata ingår i släktet Dicranomyia och familjen småharkrankar. Inga underarter finns listade i Catalogue of Life.